# Museo de la Antigua Mesene
El Museo Arqueológico de la Antigua Mesene es un museo de Grecia ubicado en la localidad de Mavromati, el lugar donde se hallaba la antigua ciudad de Mesene.
Se encuentra en un edificio de dos pisos construido entre 1968 y 1972.
Este museo alberga hallazgos de las excavaciones arqueológicas de la antigua ciudad de Mesene que fueron dirigidas en 1895 por Themistoklis Sophoulis, en 1905 y 1926 por Georgios Ekonomos, entre 1957 y 1975 por Anastasios Orlandos y a partir de 1987 por Petros Temelis.
Los principales objetos de la colección son una serie de obras escultóricas y elementos arquitectónicos de edificios antiguos. A través de estos y otros objetos arqueológicos se exponen las circunstancias históricas que rodearon a la antigua ciudad de Mesene en la Antigüedad, cuando tuvo un destacado papel como centro político y artístico.
Entre las piezas más destacadas se hallan una estatua de Hermes del siglo I, una copia del Doríforo de Policleto, una estatua sin cabeza cuyo pedestal indica que representaba a Tiberio Claudio Teón, una serie de esculturas realizadas por Damofón en el santuario de Asclepio, una serie de estatuas de sacerdotisas de Artemisa, un relieve que representa a los Dioscuros, una herma donde se representa a Heracles con una piel de león sobre la cabeza, una estatua de Artemisa Lafria y dos estatuas de un mismo escultor del siglo IV que representan a Hermes y a un emperador.
|                                                                               |
| Herma con la representación de Heracles con una piel de león sobre la cabeza. |

|                            |
| Estatua de Artemisa Lafria |

|                   |
| Estatua de Hermes |